# Telemach w dżinsach
Telemach w dżinsach – powieść dla młodzieży Adama Bahdaja z 1979. Tytuł nawiązuje do postaci Telemacha, syna Odyseusza. Powieść ma kontynuację w książce Gdzie twój dom, Telemachu?.
Na podstawie obu książek w 1990 roku zrealizowano serial telewizyjny dla młodzieży W piątą stronę świata.

## Opis fabuły
Powieść opowiada o problemach życiowych nastolatka – Maćka Łańki. Bohater poszukuje ojca, który odszedł od swojej rodziny, kiedy chłopiec miał 3 lata. Pomimo trudów napotykanych w trakcie poszukiwań, Maciek nie zaprzestaje ich. W trakcie swej podróży staje się bogatszy o wiele nowych doświadczeń i spotyka wielu nowych przyjaciół. Autor pokazuje typowe problemy nastolatków: pierwsze zauroczenie, ucieczkę z domu i poszukiwanie swojego miejsca na ziemi.

## Charakterystyka
Maciek Łańko jest bohaterem utworu Adama Bahdaja „Telemach w dżinsach”. Kiedy poznajemy bohatera ma piętnaście lat, pochodzi z Jerzmanowa. Chłopiec będąc dzieckiem stracił matkę. Kiedy ojciec odszedł, Maćkiem zaopiekowała się ciotka Frania, która zginęła w pożarze. Od czasu jej śmierci młodym bohaterem opiekowała się pani Telichowska i pan Sielicki. Pewnego dnia rozpoznaje w telewizorze twarz ojca i postanawia wyruszyć na poszukiwania rodzica. Dowiedziawszy się o nim wielu rzeczy i usłyszawszy wiele pozytywnych komentarzy utwierdził się w przekonaniu, iż go odnajdzie.

## Bohaterowie
- Maciej Łańko – główny bohater.
- Pan Sielicki – opiekun Maćka z internatu.
- Pani Telichowska - opiekunka Maćka z internatu.
- Jojo – włóczęga.
- Romeo, Fuga i Bufalo – chłopcy, których Maciek poznaje w trakcie podróży.
- Dorota i jej rodzina – dziewczyna, którą spotyka nad morzem.
- Pani Stasia – pokojówka w hotelu pracowniczym;
- Kierowniczka – kierowniczka w hotelu pracowniczym

## Edycje
- 1979: Krajowa Agencja Wydawnicza, Warszawa, 292 ss.
- 1985: wyd. II, Krajowa Agencja Wydawnicza, Warszawa, 190 ss.
- 1992: 306 ss.
- 2015: Wydawnictwo Literatura, Łódź, 272 ss.
- 2016: jako tom 21. serii Klub książki przygodowej wydawanej przez Wydawnictwo Edipresse-Kolekcje, Warszawa 2016 ss. 318 ISBN 978-83-7989-767-4